# Luciano Violante

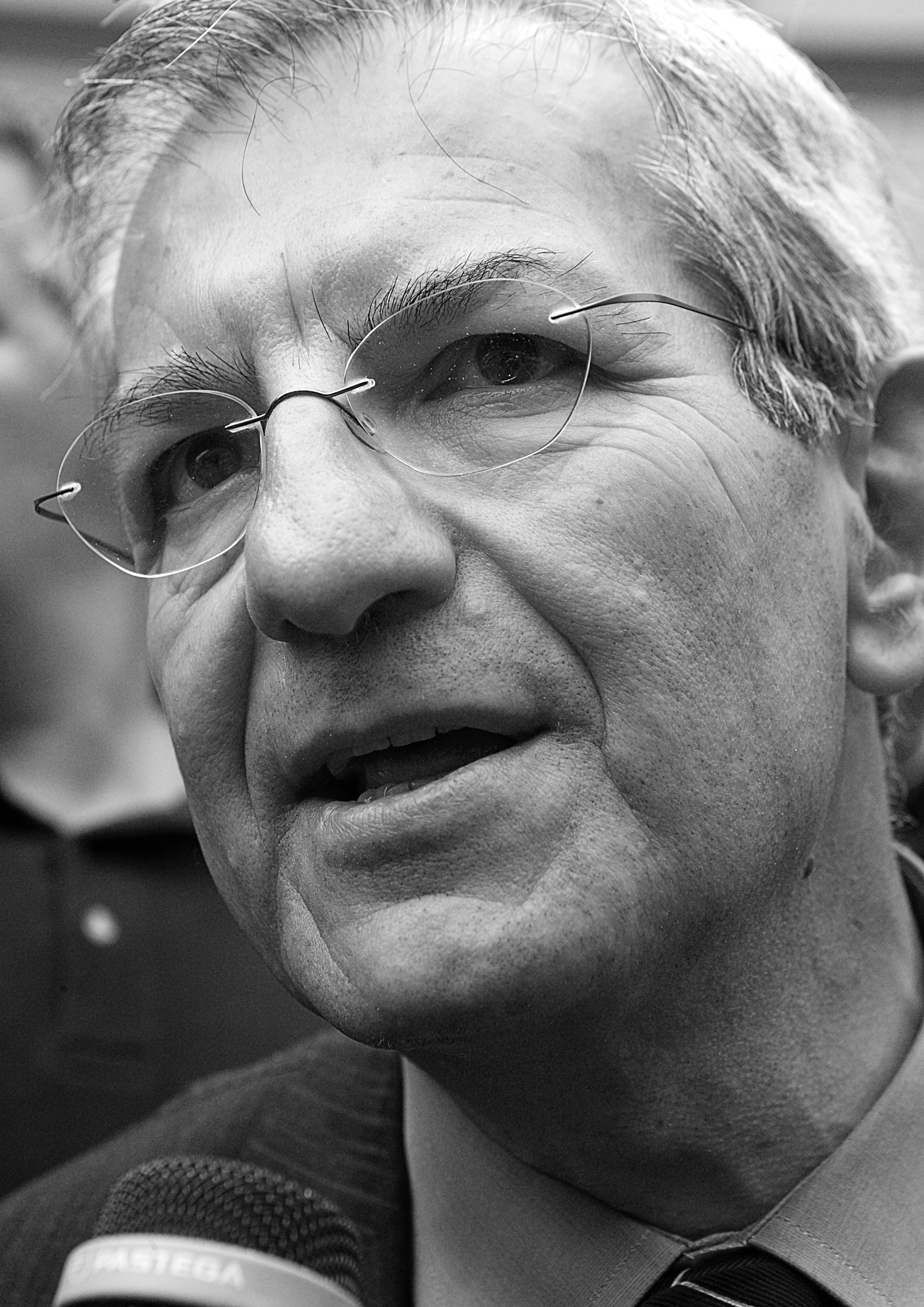
Luciano Violante

Luciano Violante (* 25. September 1941 in Dire Dawa, Äthiopien) ist ein italienischer Politiker der Partito Democratico und Richter.

## Leben
Violante studierte Rechtswissenschaften an der Universität Bari und wurde nach seinem Studium Richter. Als Hochschullehrer unterrichtete er ab 1970 an der Universität Turin und später an der Universität Camerino. Von 1977 bis 1979 war er im italienischen Justizministerium beschäftigt, wo er den Terrorismus bekämpfte. 1979 trat er der Kommunistischen Partei Italiens bei und wechselte nach deren Auflösung 1991 zum Partito Democratico della Sinistra (PDS).
Violante wurde Mitglied der Antimafia-Kommission, die vom italienischen Parlament beauftragt wurde. Vom September 1992 bis März 1994 war er deren Präsident. Vor ihm sagte unter anderem der Mafioso Tommaso Buscetta aus. In der 12. Legislaturperiode 1992–1994 war Violante einer der Vizepräsidenten, vom 10. Mai 1996 bis 31. Mai 2001 war er als Nachfolger von Irene Pivetti Präsident der Camera dei deputati, der er von 1979 bis 2008 als Abgeordneter angehörte.
Als Autor verfasste er mehrere Bücher über die Strukturen der italienischen Mafia und deren gerichtliche Bekämpfung in Italien.

## Werke (Auswahl)
- La mafia dell'eroina, Editori Riuniti, 1987
- I corleonesi, l'Unità, 1993
- Il piccone e la quercia, Edizioni Associate, 1992
- Non è la piovra, Einaudi, 1995
- Cantata per i bambini morti di mafia, Bollati Boringhieri, Gedicht, 1995
- Dizionario delle istituzioni e dei diritti del cittadino, Editori Riuniti, 1996
- Mafie e antimafia - Rapporto 1996;
- Mafia e società italiana - Rapporto 1997
- I soldi della mafia - Rapporto 1998, Laterza.
- L'Italia dopo il 1999. La sfida per la stabilità, Mondadori 1998